# ニュータウンプラザ
ニュータウンプラザ (新城市広場, New Town Plaza) は、香港、沙田の中心部にあるショッピングモールである。新鴻基不動産によって開発され、1980年代初頭に完成した際には、香港の新界で最大のショッピングモールであった。200,000㎡ (49.4 エーカー) を占めている。フェーズ1（メインモール）とフェーズ3からプラザが構成されており、フェーズ1から1kmも離れていないグランドセントラルプラザと同様、互いに接続されている。フェーズ1では、2003年から2008年にかけて大規模な改修が行われた。9階建てのメインモールは、沙田駅や連城廣場の隣にある。現在まで、香港で最も来客数の多いショッピングモールとして残っており、近くの団地からのシャトルサービス、ミニバス路線、プラザ内に位置するMTR駅のような多くの交通手段で結ばれている。

## 収容施設

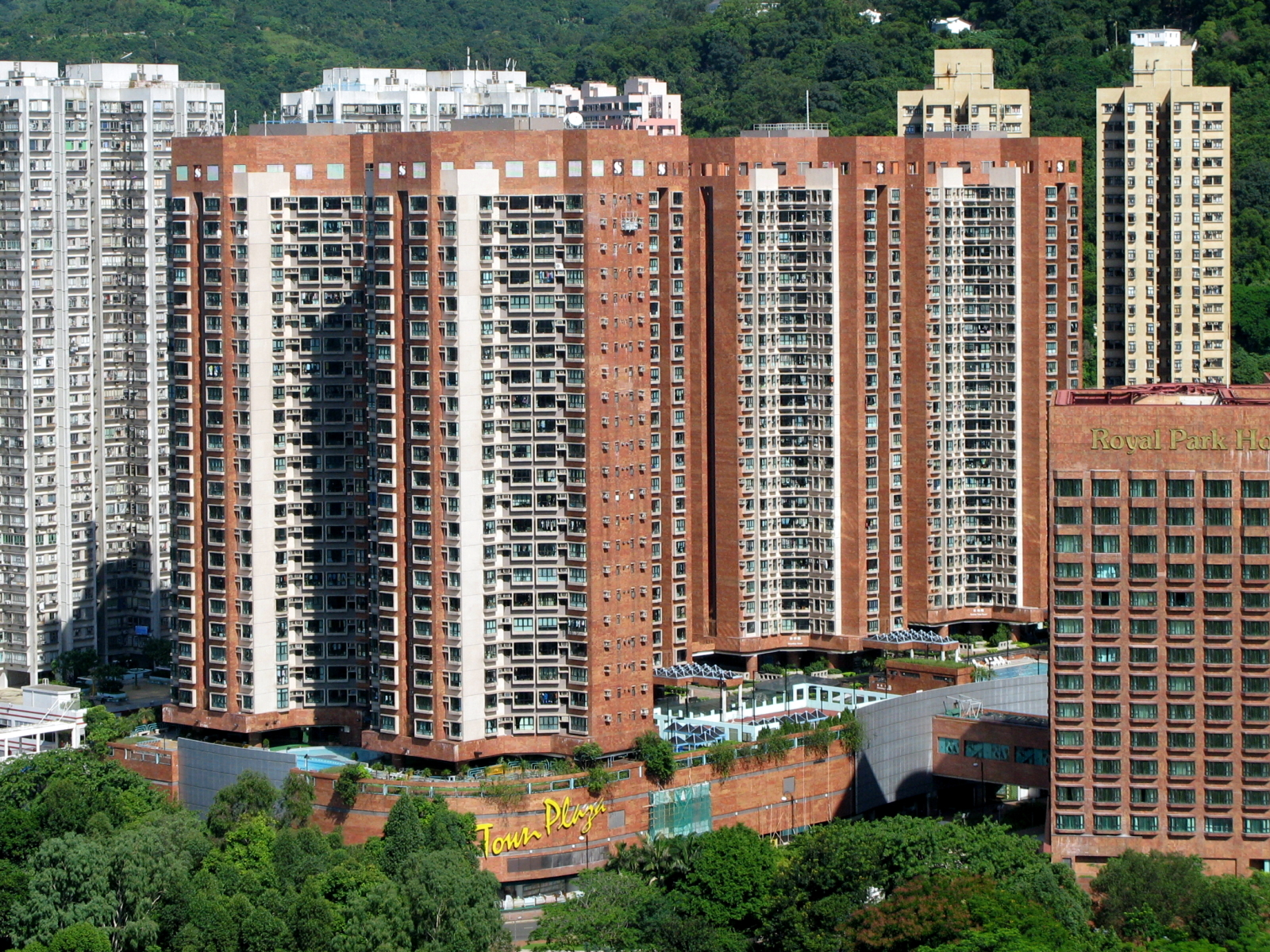
ニュータウンプラザ・フェーズ3

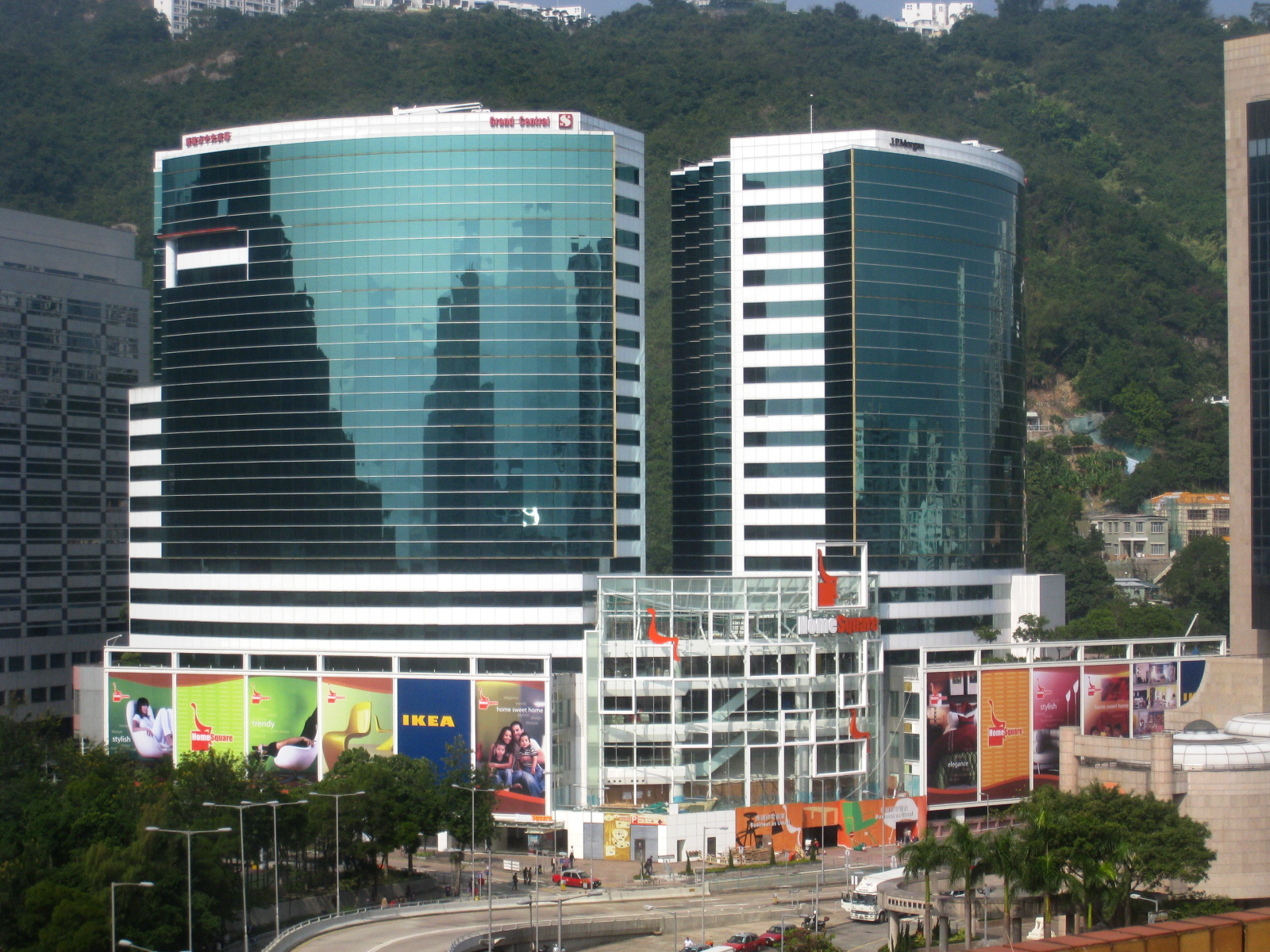
グランドセントラルプラザ

### フェーズ1
- 地階: UAシネマ
- 1階: UAシネマ、レストラン、萬寧（マニングス）
- 2階: シティ・スーパー、ユニクロ、銀行、ビューティ&ヘルスケア
- 3階: ラグジュアリー&ビューティ、ファッション、アニエス・ベー、バリー、コーチ、ザラ、ギャップ、トミーヒルフィガー、SaSa、屋上庭園、プレイグラウンド
- 4階: ファッション&アクセサリー、マークス&スペンサー、I.T.、コレクトポイント、G2000、H&M、アクセサライズ
- 5階: トレンディ、カジュアル&スポーツウェア、マクドナルド、屋上庭園
- 6階: エレクトリックワールド（フォーテス、DGライフスタイル、ブロードウェイ、スニン、AVライフ）
- 7階: THE MENU@Level 7（CDショップ）、屋上庭園（ミュージカル噴水）
- 8階: マキシム・パレス（美心皇宮）
- 9階: 屋上庭園

### フェーズ3
ニュータウンプラザ・フェーズ3（新城市廣場第三期） は、私設住宅とショッピングアーケードから構成される。5つの超高層マンションと1990年から1992年にかけて建設された3階建てのショッピングアーケードがある。
- 1階: トイザらス、商務印書館、子供服、他の店舗
- 2階: 一田（デパート）
- 3階: 一田（スーパーマーケット、フードコート、良品計画などの店舗

### グランドセントラルプラザ
グランドセントラルプラザ（新城市中央廣場） には、ショッピングモール、ホームスクエアが入る。
- 1 - 3階: 家具
- 5 - 6階: IKEA（スウェーデン料理レストランを含む香港のフラッグシップストア）

## スヌーピーズワールド
フェーズ1の3階、ポディウムの上には、「スヌーピーズワールド」（史努比開心世界）と呼ばれる屋外プレイグラウンドがあり、アジア初の『ピーナッツ』をテーマにした屋外プレイグラウンドである。2000年9月1日にオープンした。

### アトラクション

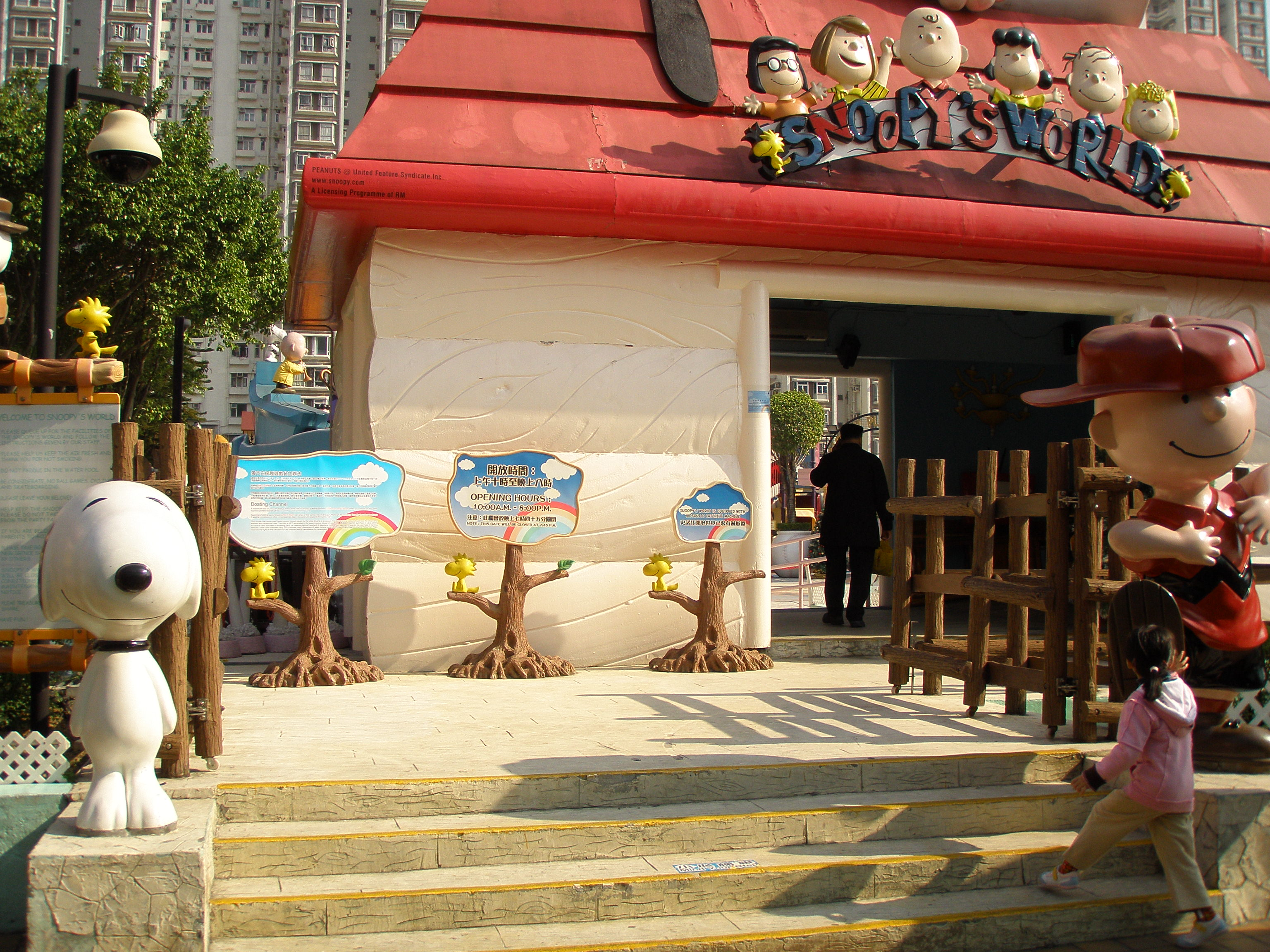
スヌーピーズワールド

- ドッグハウス・エントリー: スヌーピーの家
- スクール・プラザ: ピーナッツ・アカデミー
- ボーティング・キャナル: カヌーライド
- ベースボール・プレイグラウンド: ピーナッツ・ダグアウト
- ミニタウン・エリア: ピーナッツ・ブルバード
- カバード・シッティング・パビリオン: パーティ・パビリオン

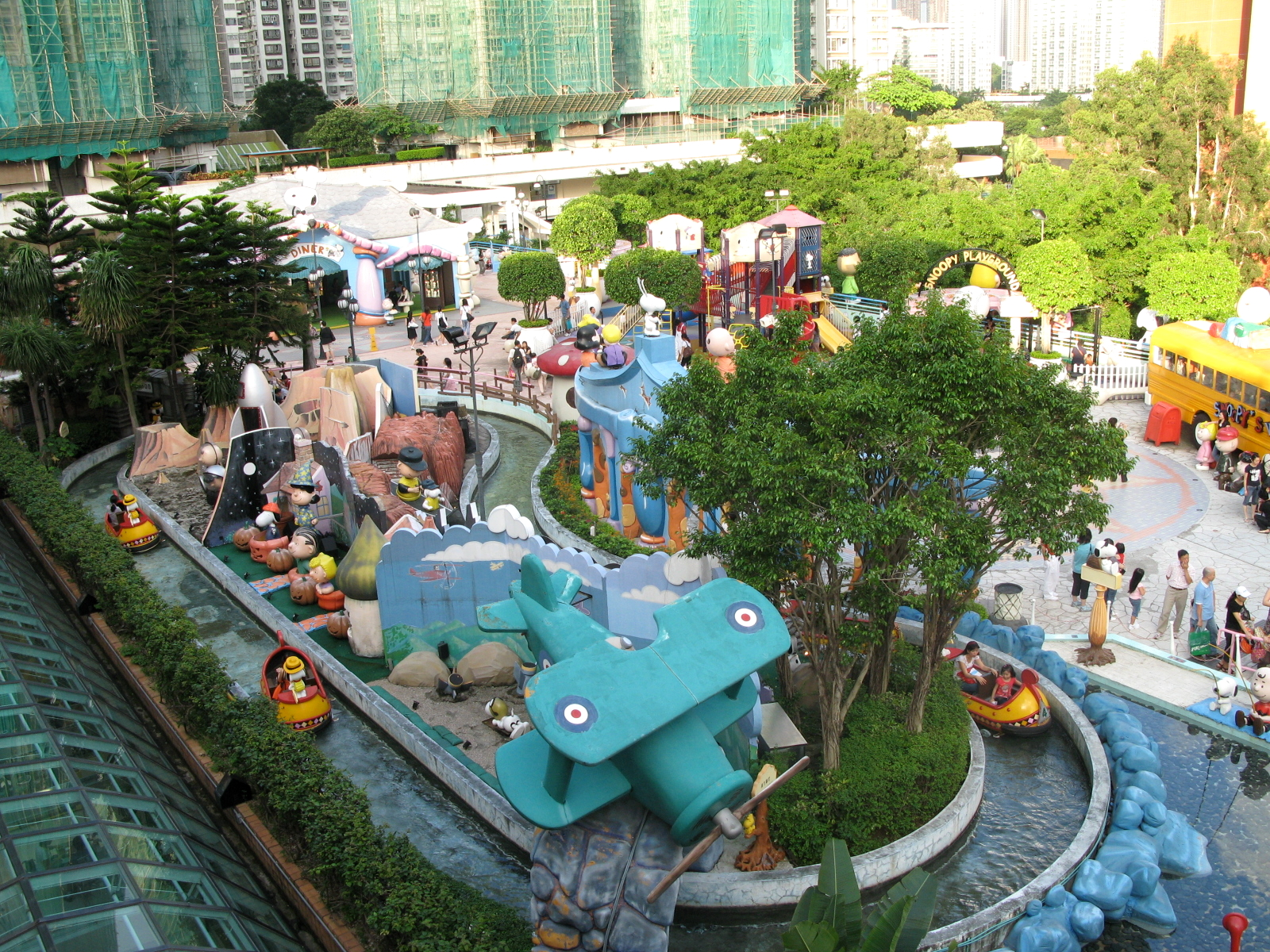
スヌーピーズワールド全景
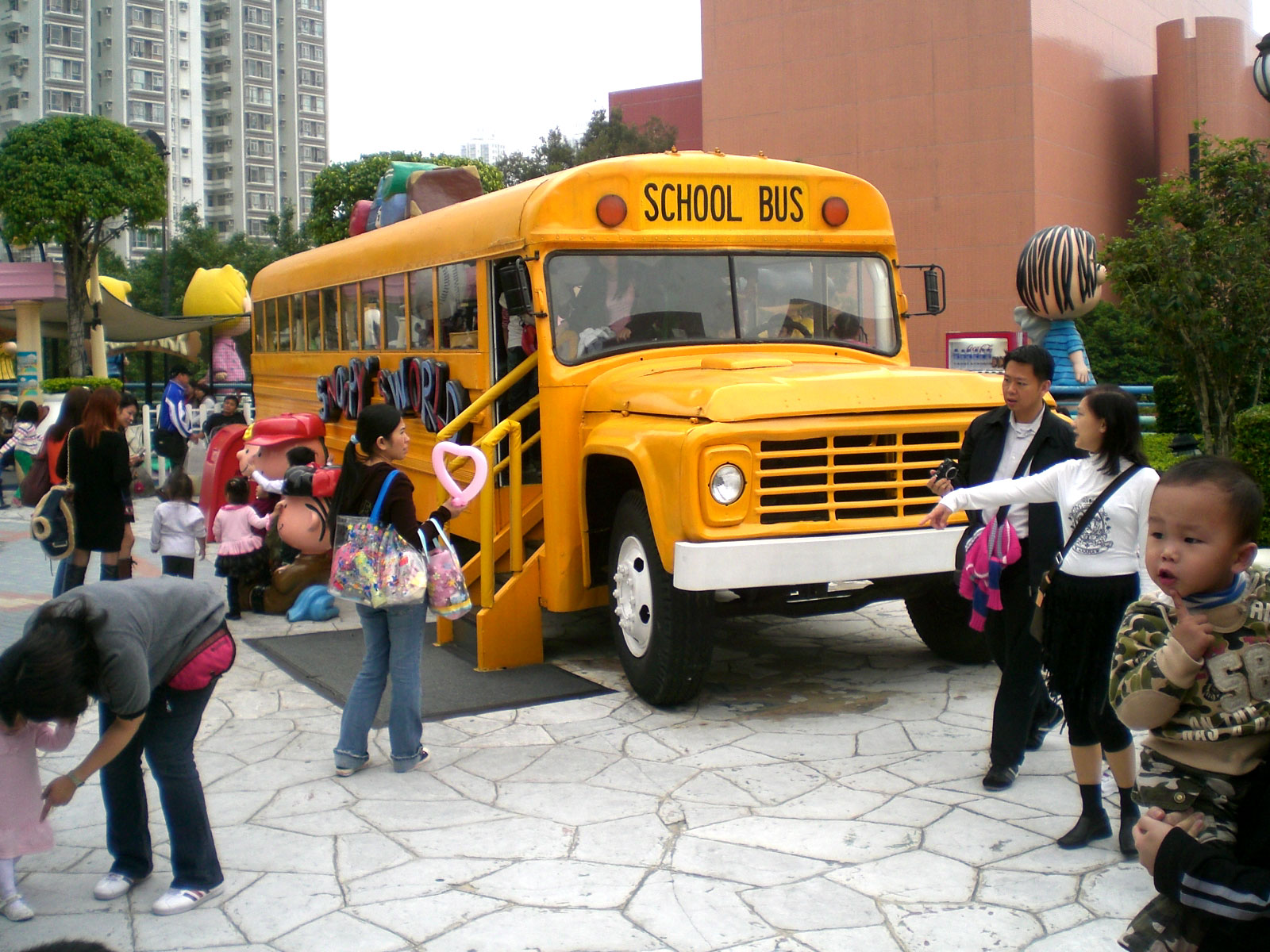
スヌーピーズワールドの黄色いスクールバス
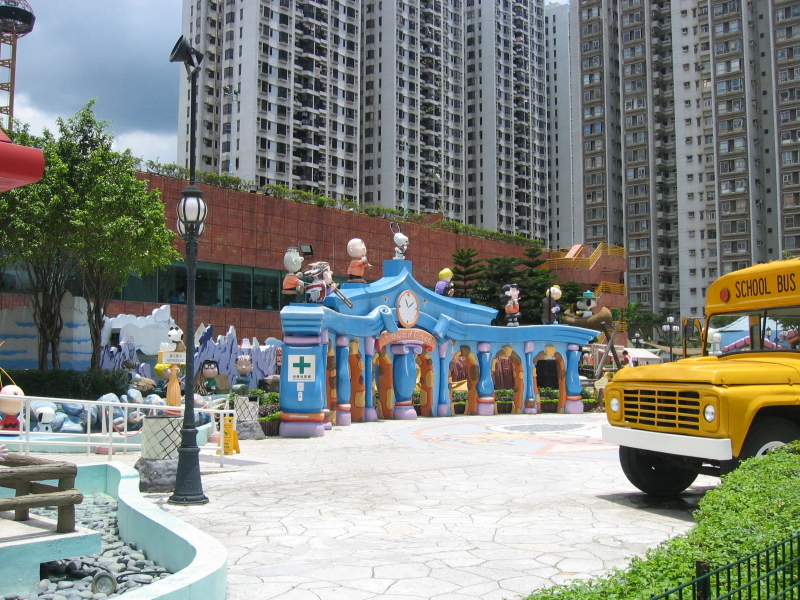
エントリー・プラザ

## ミュージカル噴水

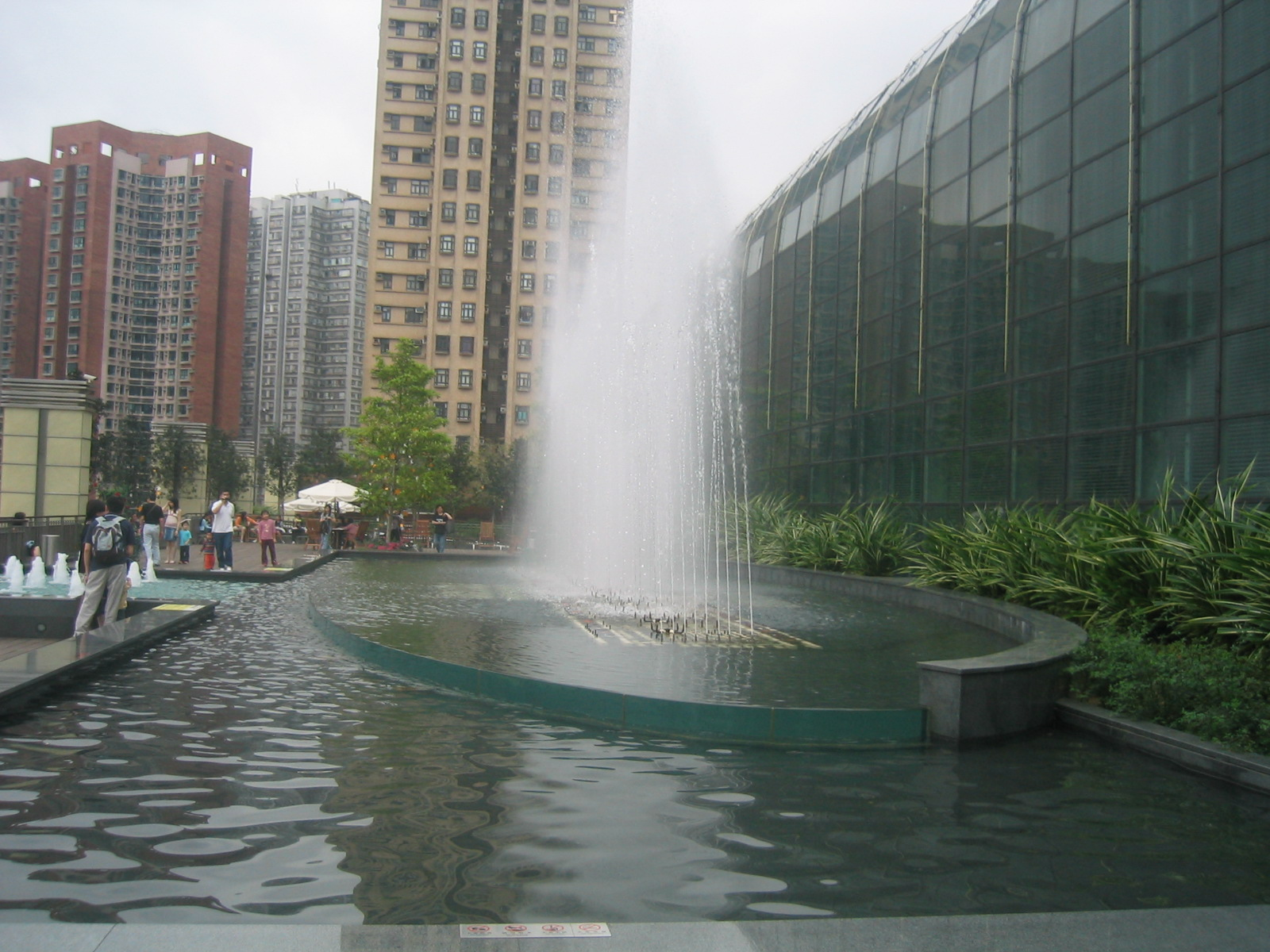
新しいミュージカル噴水

ニュータウンプラザ・フェーズ1がオープンした際、3階の中央にある楕円形のミュージカル噴水もショッピングモールの象徴となった。噴水は2004年8月に取り壊されたが、その後、2005年5月に7階の屋上庭園で再建され、同年の11月にオープンした。

## フェーズ1のギャラリー

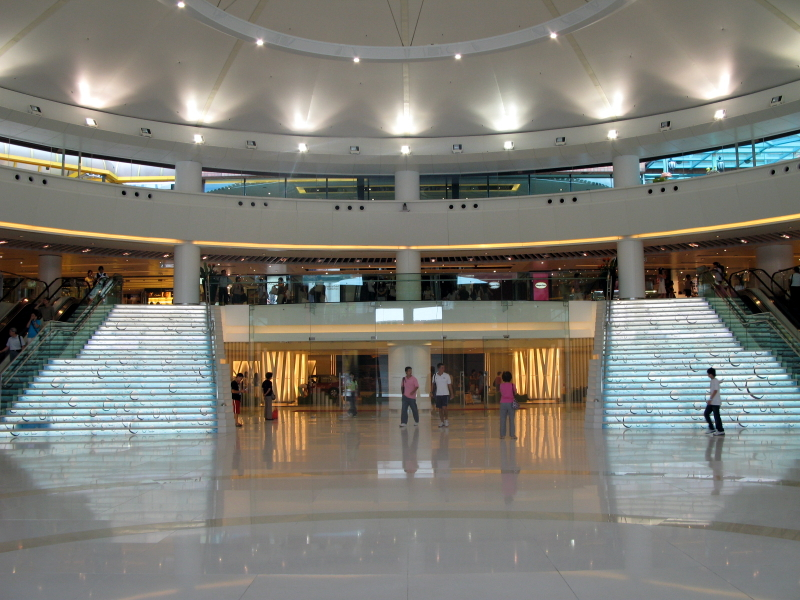
エントランス・アリーナ
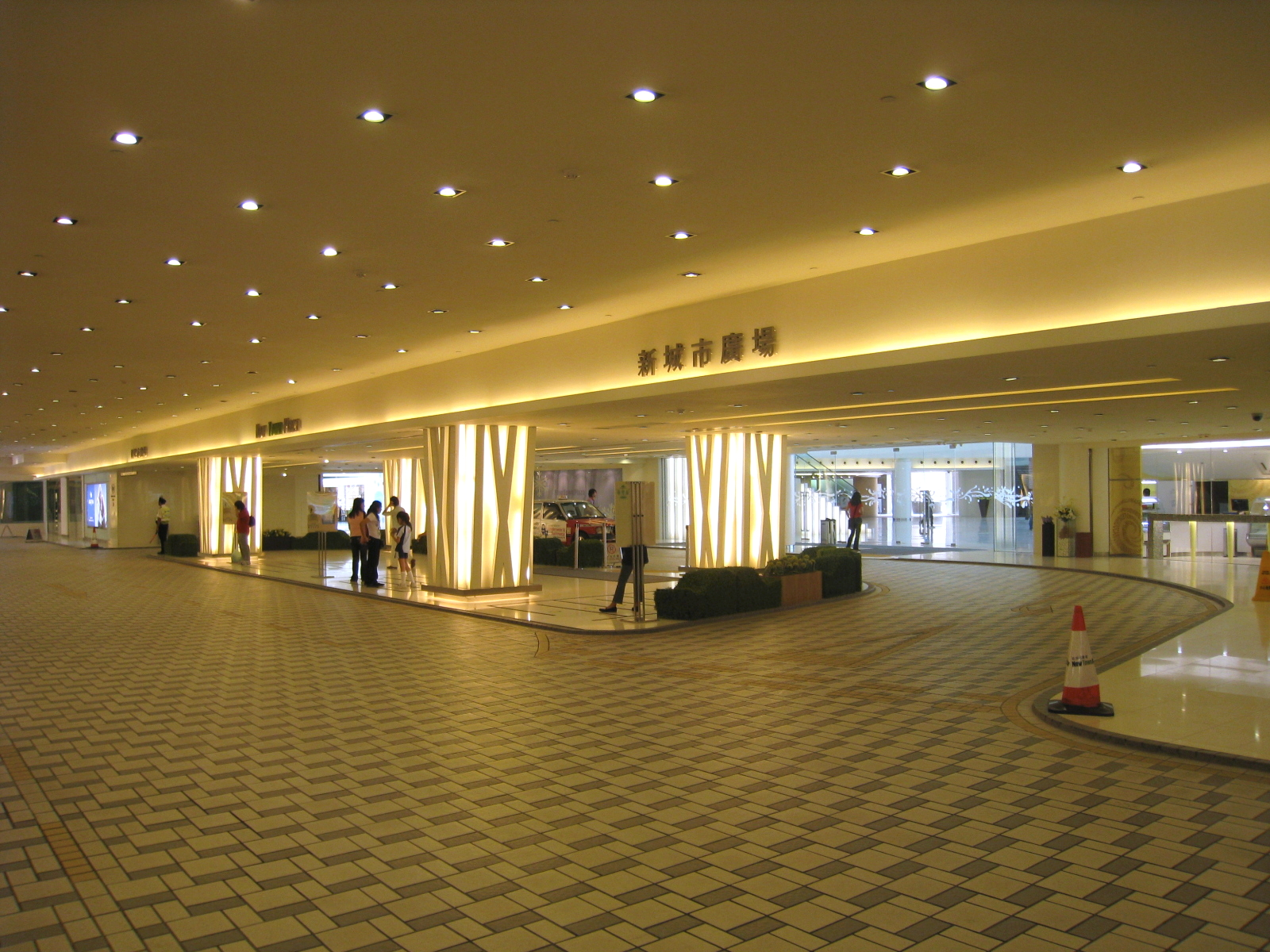
1階のタクシー乗り場
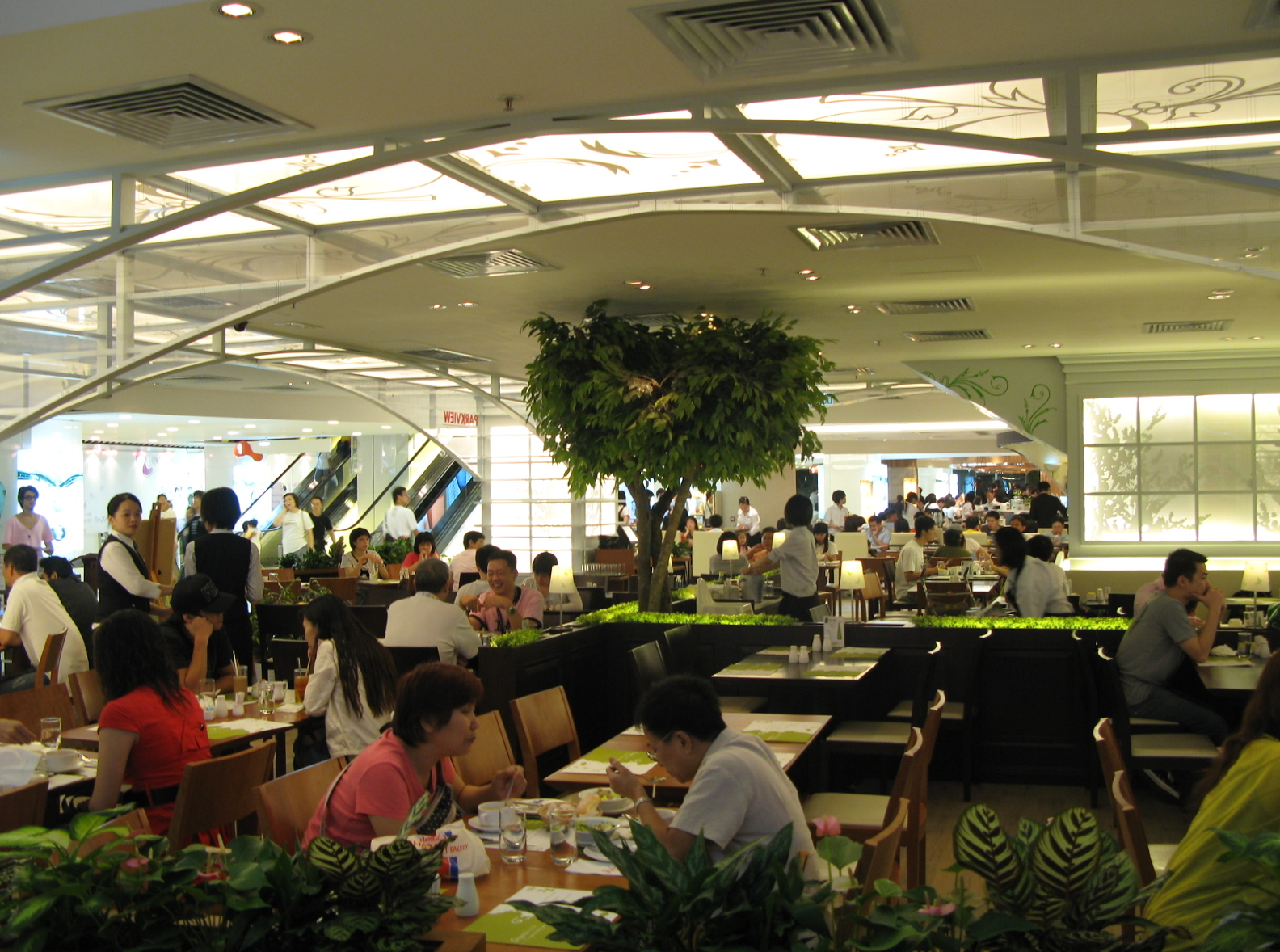
1階ウェストウイングの店頭が開いたレストラン
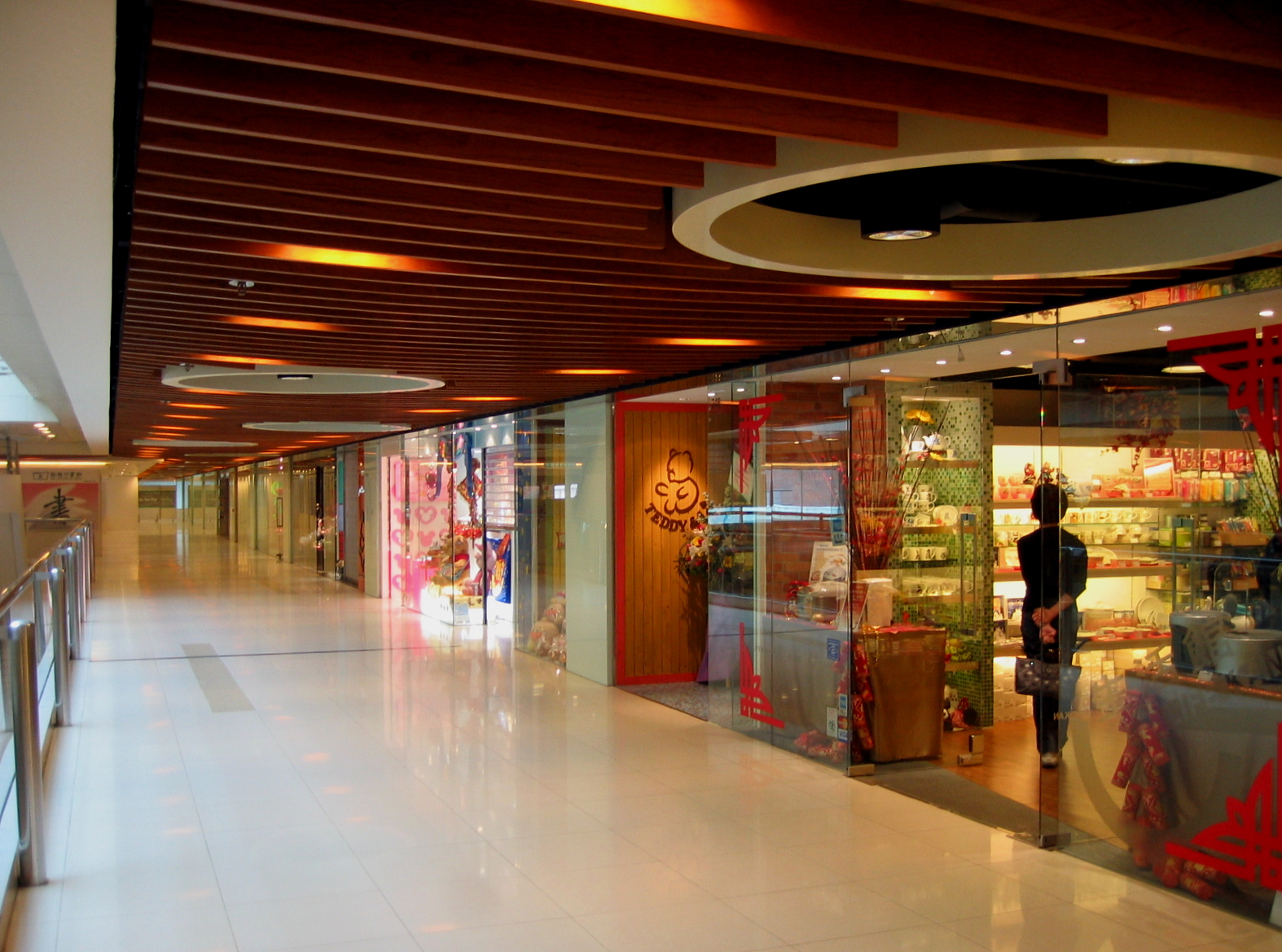
2階のギフトショップ
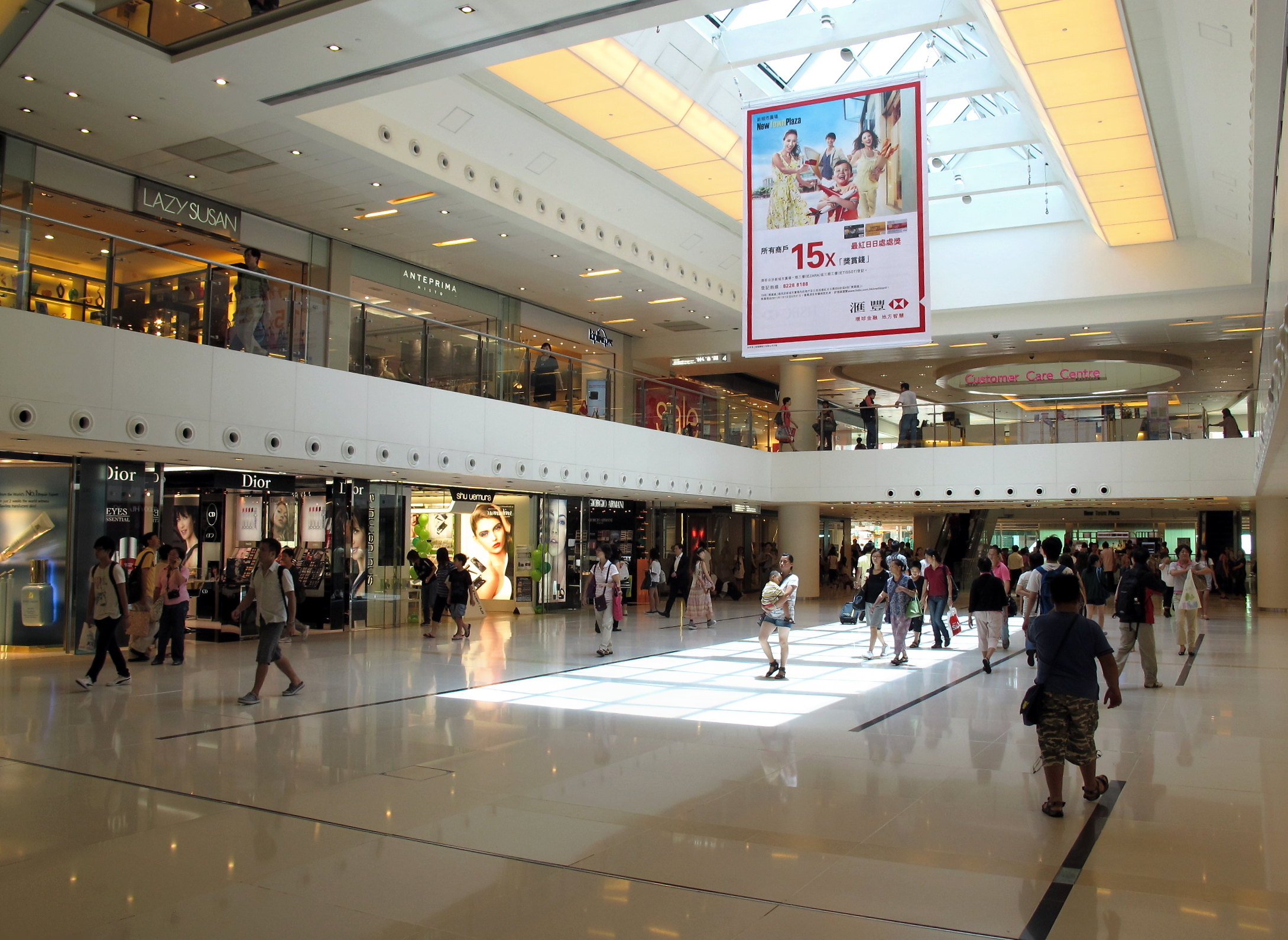
3階の歩道橋ギャラリー
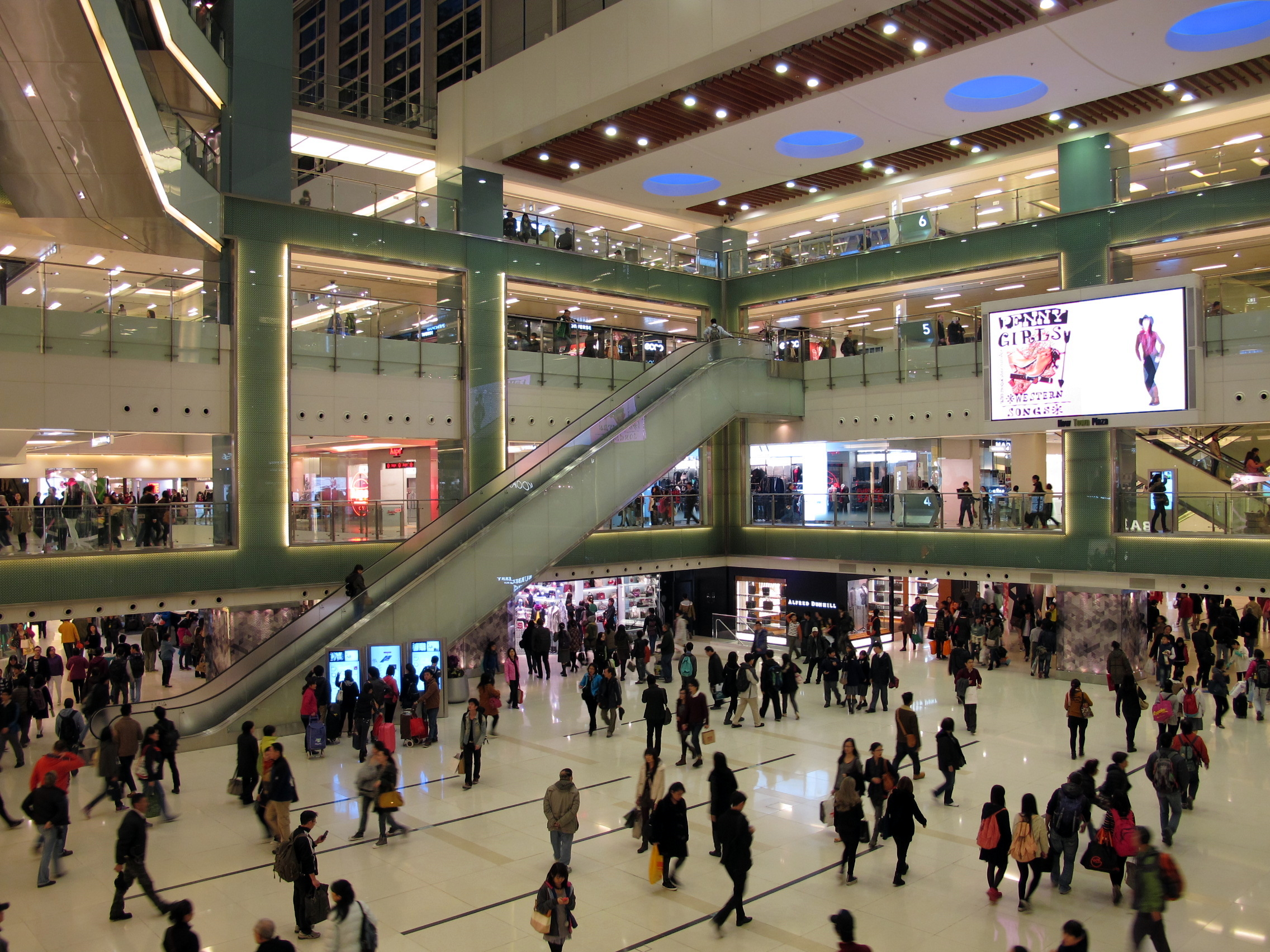
改修後のニュータウンプラザ
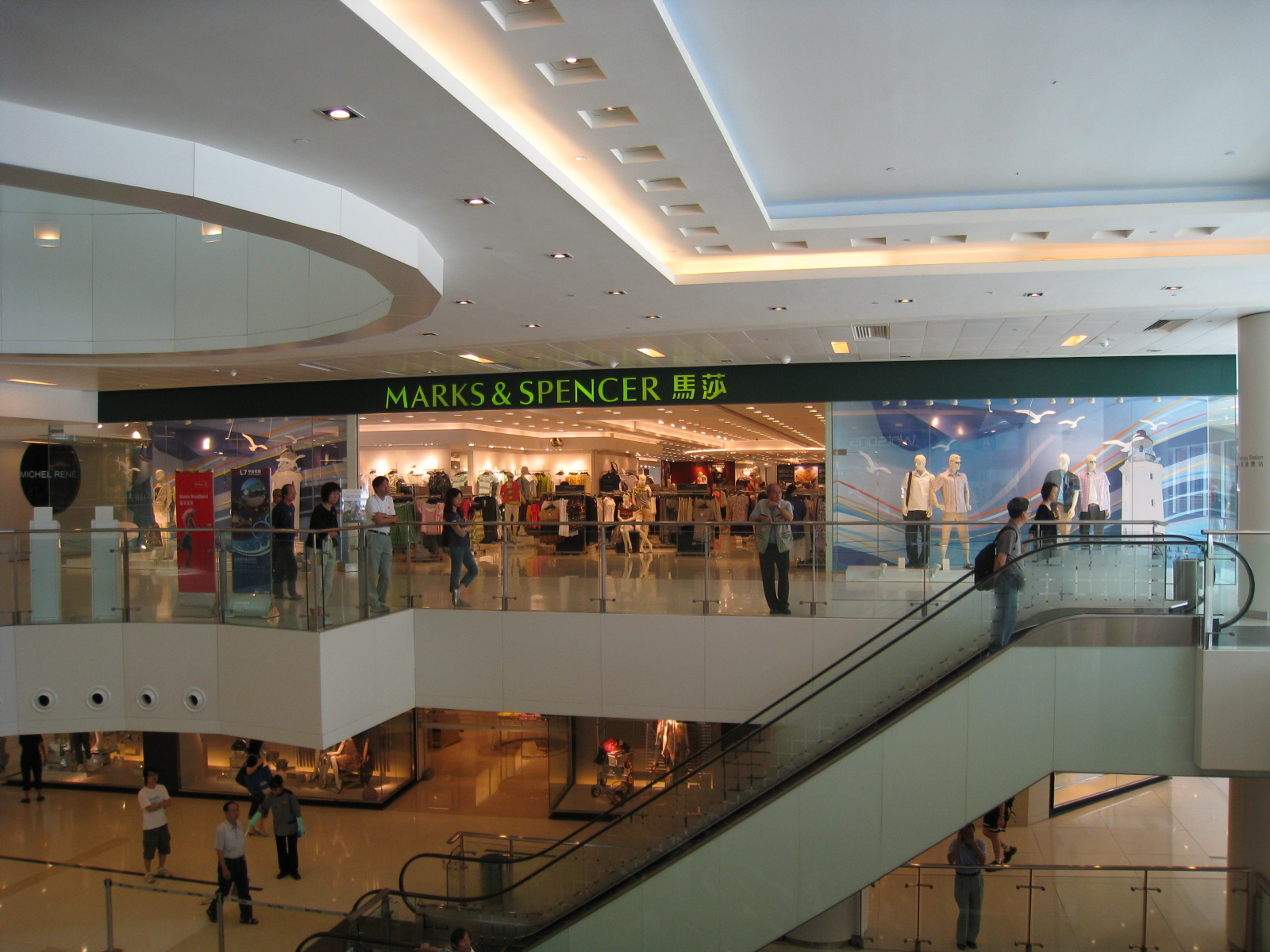
4階のマークス&スペンサー
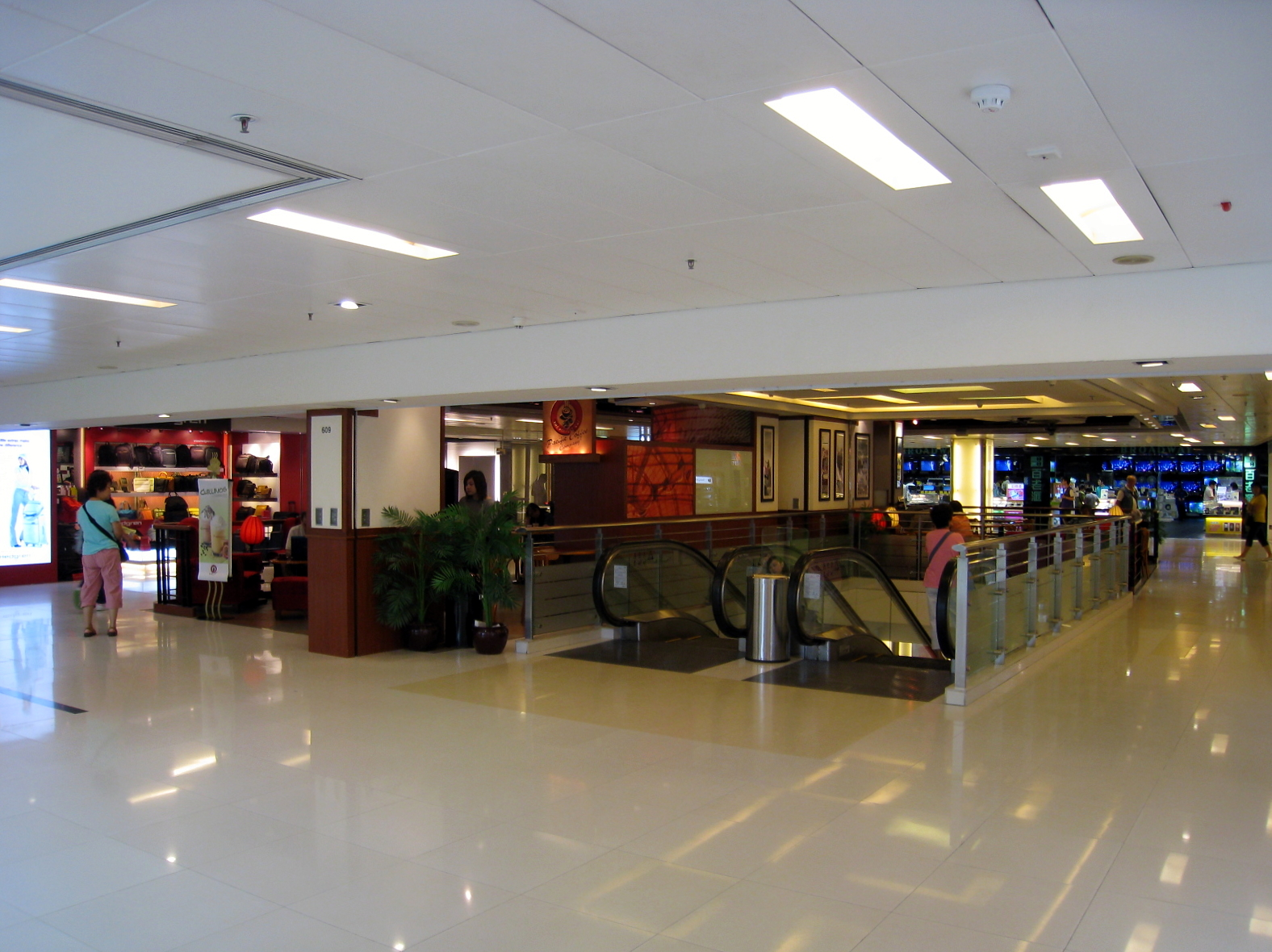
6階の店舗
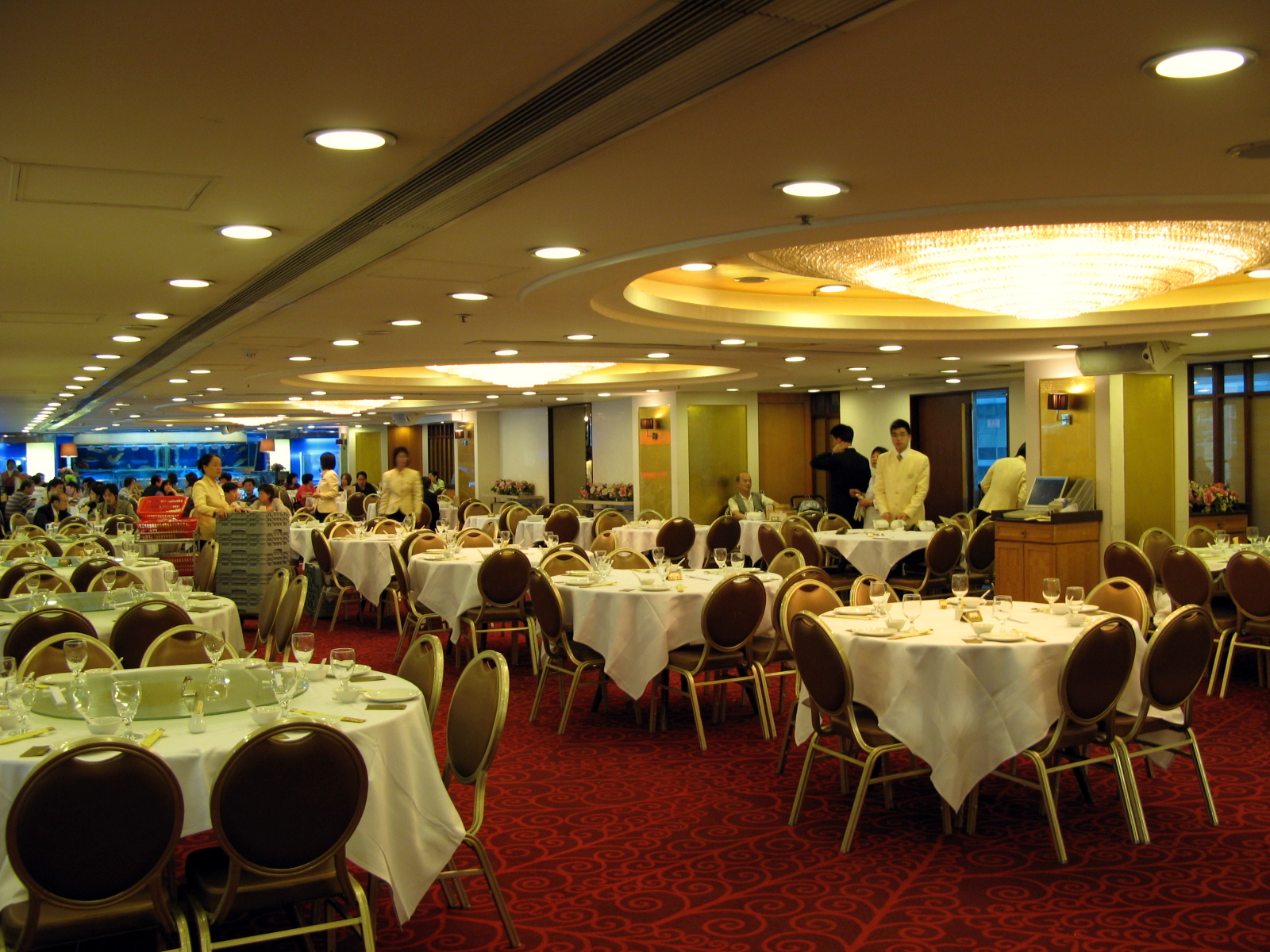
マキシム・パレス中華レストラン

## 周辺のショッピングモール
- ニュータウンプラザ・フェーズ3（新城市廣場第三期）
- グランドセントラルプラザ（新城市中央廣場）
- シティリンク・プラザ（連城廣場）
- 沙田センター（沙田中心）
- 沙田プラザ（沙田廣場）
- ラッキー・プラザ（好運中心）
- 偉華センター（偉華中心）
- ヒルトン・プラザ（爾頓中心）

## 周辺の施設
- 沙田区役所（沙田大會堂）
- 沙田公共図書館（沙田公共圖書館）
- 沙田戸籍役場（沙田婚姻註冊處）
- 沙田公園

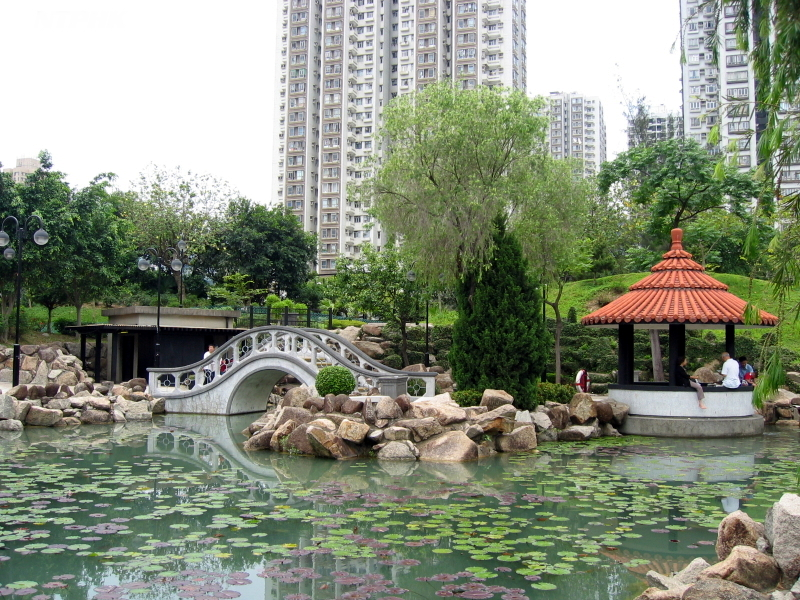
沙田公園

- ロイヤルパークホテル（帝都酒店） - 北京オリンピックの香港のオリンピック村としてもデザインされていた[3]